# Acción Democrática
Acció Democràtica (en castellà Acción Democrática, AD) és un partit polític de Veneçuela fundat el 13 de setembre de 1941, de caràcter reformista proper a la socialdemocràcia. Va ser el partit hegemònic de la democràcia veneçolana entre 1958 i 1993, acumulant fins a 27 anys en el govern amb els presidents Rómulo Betancourt, Raúl Leoni, Carlos Andrés Pérez, i Jaime Lusinchi.
Al segle XXI ha format part de l'oposició al govern i presidència d'Hugo Chávez i posteriorment de Nicolás Maduro, amb una influència cada vegada més minvada. Més recentment, al 2020 el Tribunal Suprem de Justícia va suspendre la directiva del partit, designant una nova mesa ad hoc presidida per José Bernabé Gutiérrez, el qual va ser expulsat al dia següent per la facció autoproclamada com a legítima, liderada per Henry Ramos Allup. Des de llavors el partit s'ha considerat disputat, diferenciant-se entre els sector oficial, que manté el control legal, i el que es considera legítim, que utilitza l'emblema en negre com a símbol de protesta.